# North Gregg
North Gregg is een Ierse folkband die ontstaan is in 1995 in Cork, Ierland. Diatonische accordeonspeler Christy Leahy en gitarist John Neville  waren de oprichters van de band. Caoimhín Vallely (viool) en Ciarán Coughlan (piano) kwamen de band versterken. In 1998 komt ook de jongere broer van Jon, Martin Leahy, bij de groep als  percussionist.
In 1999 brachten zij het eerste album And They Danced All Night uit, daarbij geholpen door Paul Meehan op banjo. Het tweede album mi da:za ontstond in 2000. In 2001 verliet John Neville de band om solo te gaan werken. Daarna was Fiona Kelleher aan de beurt om de groep te versterken met haar zang. Het derde album kwam in 2003 uit.
In 2004 verlieten Caoimhin Vallely en Paul Meehan de groep en werden vervangen door Liam Flanagan uit Charleville, County Cork met banjo en viool. Als nieuwe zangeres kwam Claire Anne Lynch die Fiona Kelleher begin 2006 verving.

## Discografie
- And They Danced All Night – 1999
- Mi Da:Za – 2001
- Summer At My Feet - 2003
- The Rozeland Barndance - 2007